# Richard Wyands
Richard Wyands (Oakland, 2 juli 1928 - New York, 25 september 2019) was een Amerikaanse jazzpianist.

## Biografie
Wyands begon zijn muzikale carrière in 1944 in de Bay Area en had tot 1956 gewerkt met veel plaatselijke bands, waaronder met de band van Cal Tjader. Hij was lid van de huisband in de Black Hawk- en Facks-jazzclubs. In 1956 was hij drie maanden lang begeleider van Ella Fitzgerald, werkte hij enkele maanden in Ottawa, ging hij op tournee met Carmen McRae en kwam hij in maart 1958 naar New York. Hij speelde met Charles Mingus (Jazz Portraits – Mingus In Wonderland, 1959). Tussen 1965 en 1975 was hij lid van de band van Kenny Burrell. Bovendien werkte hij met Gigi Gryce, Jerome Richardson, Oliver Nelson, Benny Bailey, Etta Jones en Von Freeman en leidde hij een eigen trio.
Tot zijn muzikale voorbeelden telden Teddy Wilson, Art Tatum, Bud Powell, Oscar Peterson en Hampton Hawes.

## Discografie
- Richard Wyands Trio: Then, Here and Now
- Richard Wyands Trio: Half and Half
- Richard Wyands Trio: " Reunited"